# Perjești
Perjești falu Romániában, Erdélyben, Fehér megyében. Közigazgatásilag Bisztra községhez tartozik.

## Fekvése
A Mócvidéken, Bisztra mellett fekvő település.

## Története
Perjeşti korábban Bisztra része volt. 1956 körül vált külön településsé 74 lakossal.
1966-ban 58, 1977-ben 22, 1992-ben 21, 2002-ben 15 román lakosa volt.